# Rainer Maria Rilke
Rainer Maria Rilke (/ˈʁaɪ.nɐ ma.ˈʁiː.a ˈʁɪl.kə/), né le 4 décembre 1875 à Prague en Royaume de Bohême (Autriche-Hongrie) et mort le 29 décembre 1926 à Montreux, est un écrivain austro-hongrois et autrichien.
Au terme d'une vie de voyages entrecoupés de longs séjours à Paris, il s'installe en 1921 à Veyras en Valais (Suisse) pour soigner la leucémie qui finira par l'emporter.
Poète lyrique voire mystique ayant beaucoup versifié en français à la fin de sa vie, il a également écrit un roman, Les Cahiers de Malte Laurids Brigge, ainsi que des nouvelles et des pièces de théâtre et traduit des œuvres importantes de la poésie française et italienne en allemand.

## Biographie
René Karl Wilhelm Johann Josef Maria Rilke naît le 4 décembre 1875 à Prague,,, alors en Autriche-Hongrie, dans une famille qui le destine très rapidement à la carrière des armes. Il est le fils d'un employé des chemins de fer, Josef Rilke, et de sa femme Sophie, dite « Phia ». Entre 1886 et 1891, sa famille le place comme pensionnaire dans les écoles militaires de St-Pölten, puis Mährisch-Weisskirchen, puis il est renvoyé en 1891 pour inaptitude physique. Il étudie alors le commerce avant de revenir à Prague, où il exerce le métier de journaliste dans la presse germanophone. Rilke écrit déjà des poèmes et des nouvelles essentiellement.
Il passe son baccalauréat en 1895 à Prague et commence des études d'histoires de l'art et de littérature. En 1896, il part pour Munich, entreprend aussi des études de philosophie.

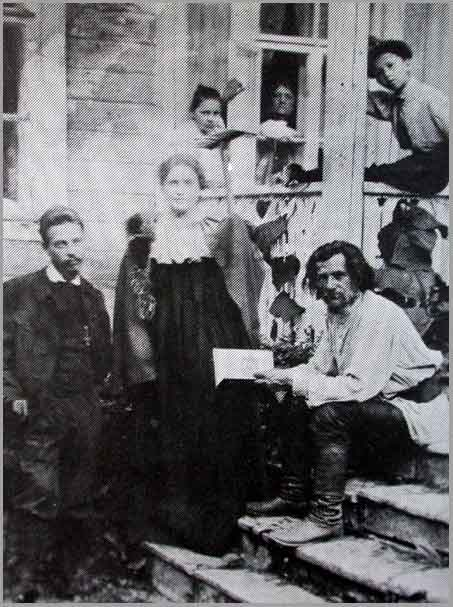
1900, Lou Andreas-Salomé et Rilke en Russie, ici avec le poète Spiridon Drozin

En mai 1897, il rencontre Lou Andreas-Salomé, qui a alors 36 ans. Leur amour enflammé se transforme progressivement en amitié réciproque et en admiration mutuelle, jusqu'à la fin de leur vie ; en 1897, elle lui fait changer son prénom  de René Maria en Rainer Maria.
Il voyage en Italie puis en Russie avec Lou et son mari. Il rencontre à cette occasion, en 1899, Léon Tolstoï. Il semblerait que, au contact de l'écrivain russe, Rilke soit devenu végétarien.

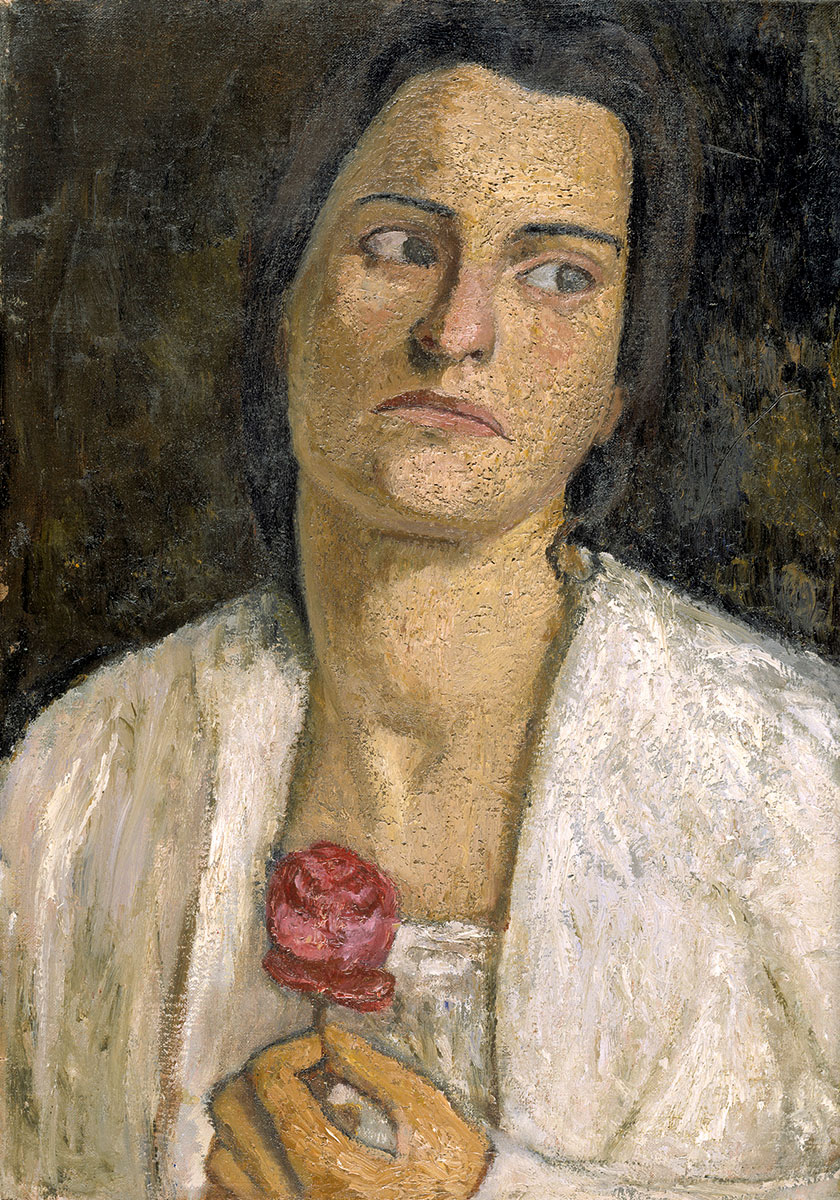
Clara Westhoff par Paula Modersohn-Becker, 1905.

Rilke passe l'été 1900 à la colonie de Worpswede, rencontre la peintre Paula Modersohn-Becker et Clara Westhoff, sculptrice et ancienne élève d'Auguste Rodin.
En 1901, il épouse Clara Westhoff ; le couple s'installe à Westerwede, près de Worpswede et de cette union naît une fille unique, Ruth. Le couple se sépare un an plus tard.

Entre août 1902 et juin 1903, Rilke séjourne pour la première fois à Paris, résidant 11, rue Toullier, pour y rédiger une monographie de Rodin. Il témoigne d’une grande admiration pour la méthode de travail du sculpteur, dont il rapporte une phrase célèbre dans une lettre à Clara : 

« […] il faut travailler, rien que travailler. Et il faut avoir patience ! »

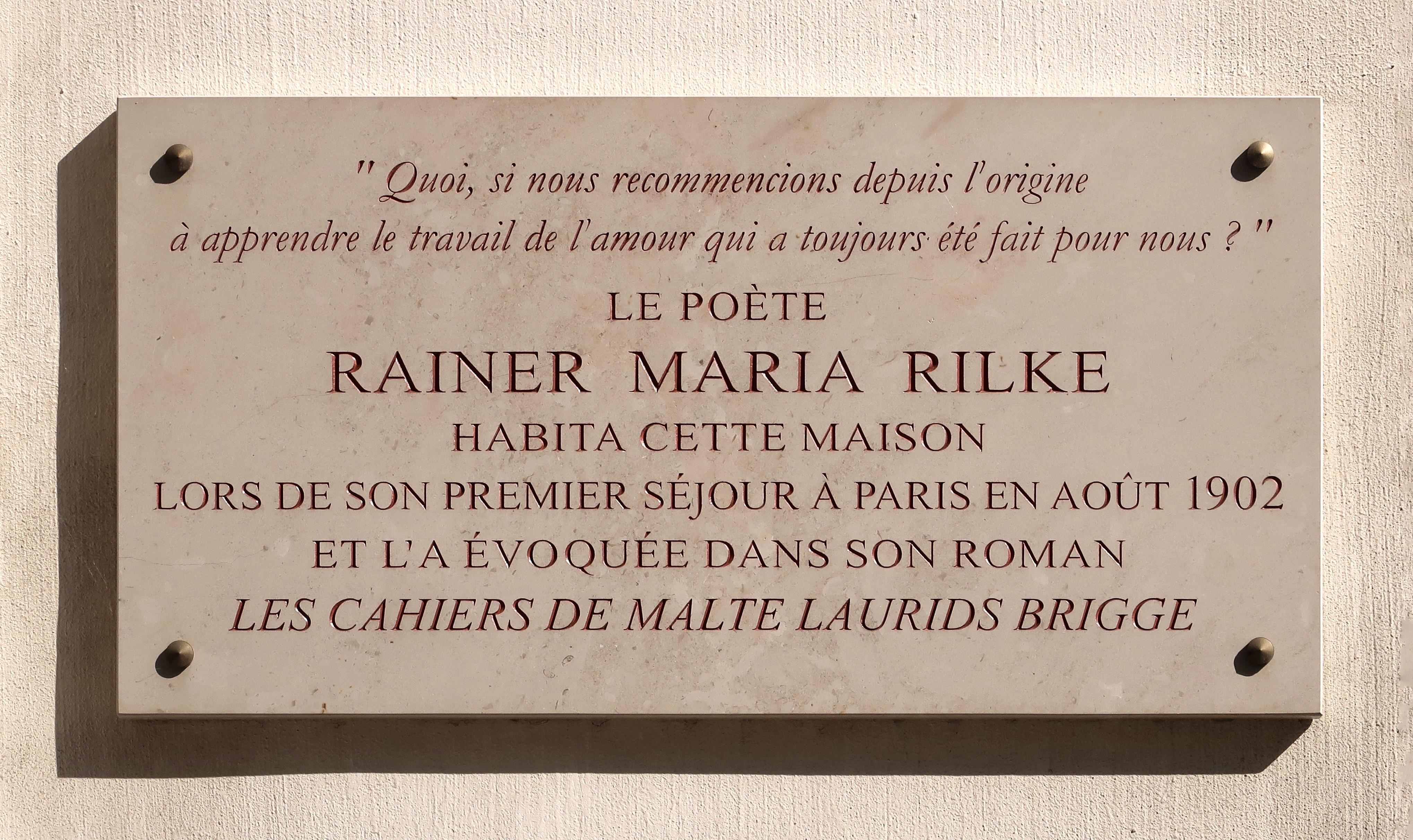
Plaque au no 11 rue Toullier (5e arrondissement de Paris), où vécut Rilke en 1902.

Cette période est également marquée par l’angoisse et un sentiment d’oppression que Rilke ressent au contact de Paris, entre autres à la vue des hôpitaux et de la misère. Il traduira ces impressions dans Les Cahiers de Malte Laurids Brigge, qu’il commence à écrire quelques années plus tard (en 1904 et qu’il achèvera en 1910). Cette œuvre est considérée, aussi bien en raison de sa forme que de ses thèmes, comme le premier roman moderne de langue allemande.

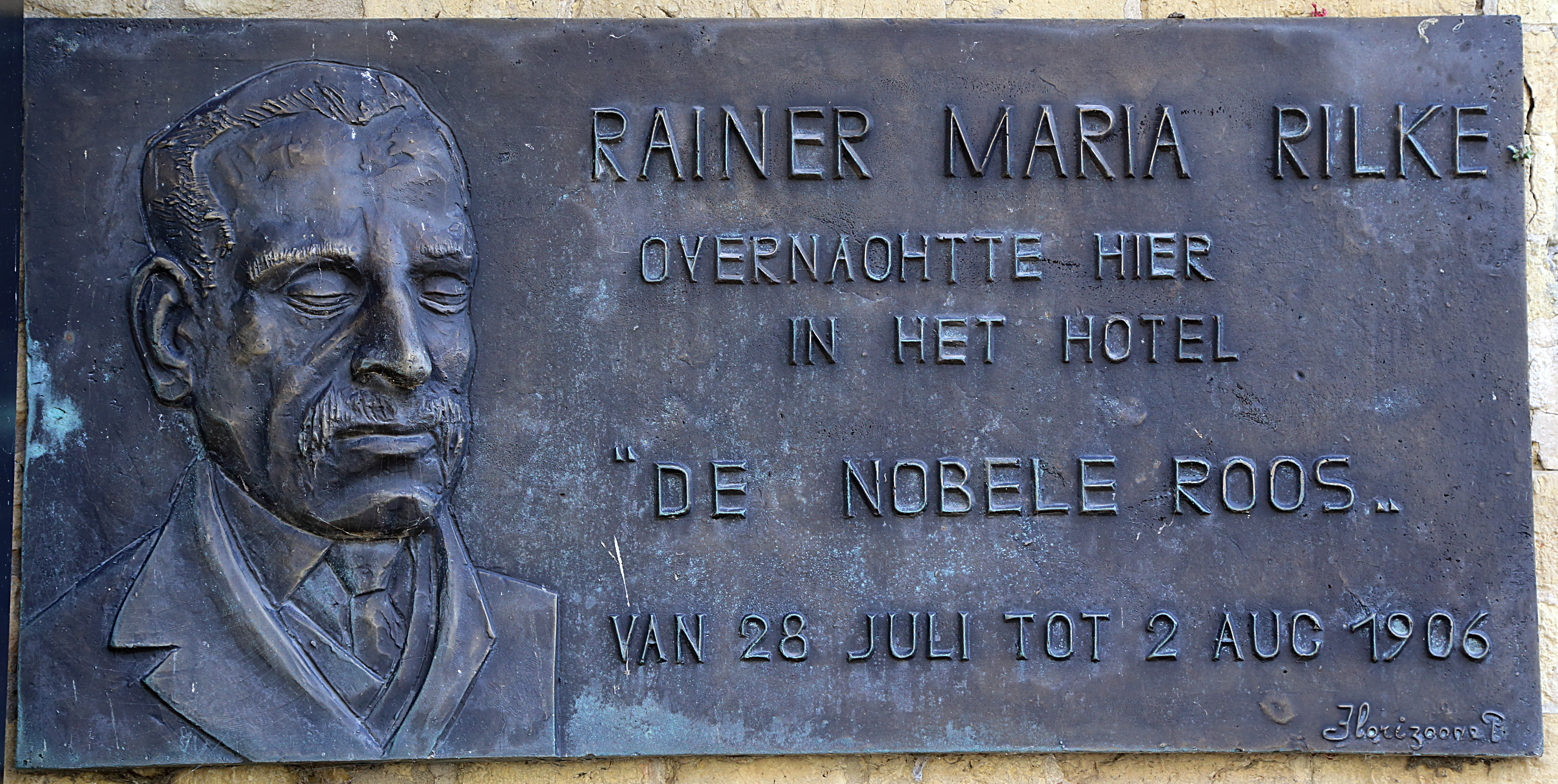
Plaque représentant l'écrivain, sur la façade d'un ancien hôtel, 11 Noordstraat à Furnes (Belgique), où il séjourna en 1906.

De 1903 à 1904, Rilke séjourne avec Clara à Rome dans un atelier d'artiste situé dans la Villa Strohl-Fern, puis il voyage en Suède.
Dans la conclusion de sa Lettre au jeune poète Franz Xaver Kappus du 5 avril 1903, il exprime sa grande admiration pour l'ancien maître de son épouse : « S'il me fallait dire de qui j'appris quelque chose sur la nature créatrice, ses sources, ses lois éternelles, deux noms seulement me viendraient ; celui de Jacobsen, le grand, grand poète, et celui d'Auguste Rodin, ce sculpteur qui n'a pas son égal parmi tous les artistes d'aujourd'hui » (p. 29 de l'édition Grasset de 1978).
Il finit par revenir à Paris, où il devient entre 1904 et 1906 le secrétaire de Rodin à Paris et à Meudon (il avait publié en 1903 Sur Rodin, une monographie consacrée au sculpteur).
Remercié en mai 1906 à la suite d'une brouille, il voyage dans toute l'Europe et au-delà, de 1907 à 1910 : Afrique du Nord, Égypte, Berlin, Espagne, Venise, Aix-en-Provence, Arles, Avignon.
Il abandonne peu à peu la prose pour se consacrer à la poésie, plus apte selon lui à restituer les « méandres de l'âme ».

« Son extraordinaire sensibilité ne supportait pas que rien ni personne l'approchât de trop près, et tout particulièrement un caractère masculin très marqué excitait en lui une sorte de malaise physique. Il se donnait plus facilement aux femmes dans la conversation. Il leur écrivait souvent et volontiers, et il était plus libre en leur présence. »

— Le Monde d'hier. Paris ville de l'éternelle jeunesse, Stefan Zweig

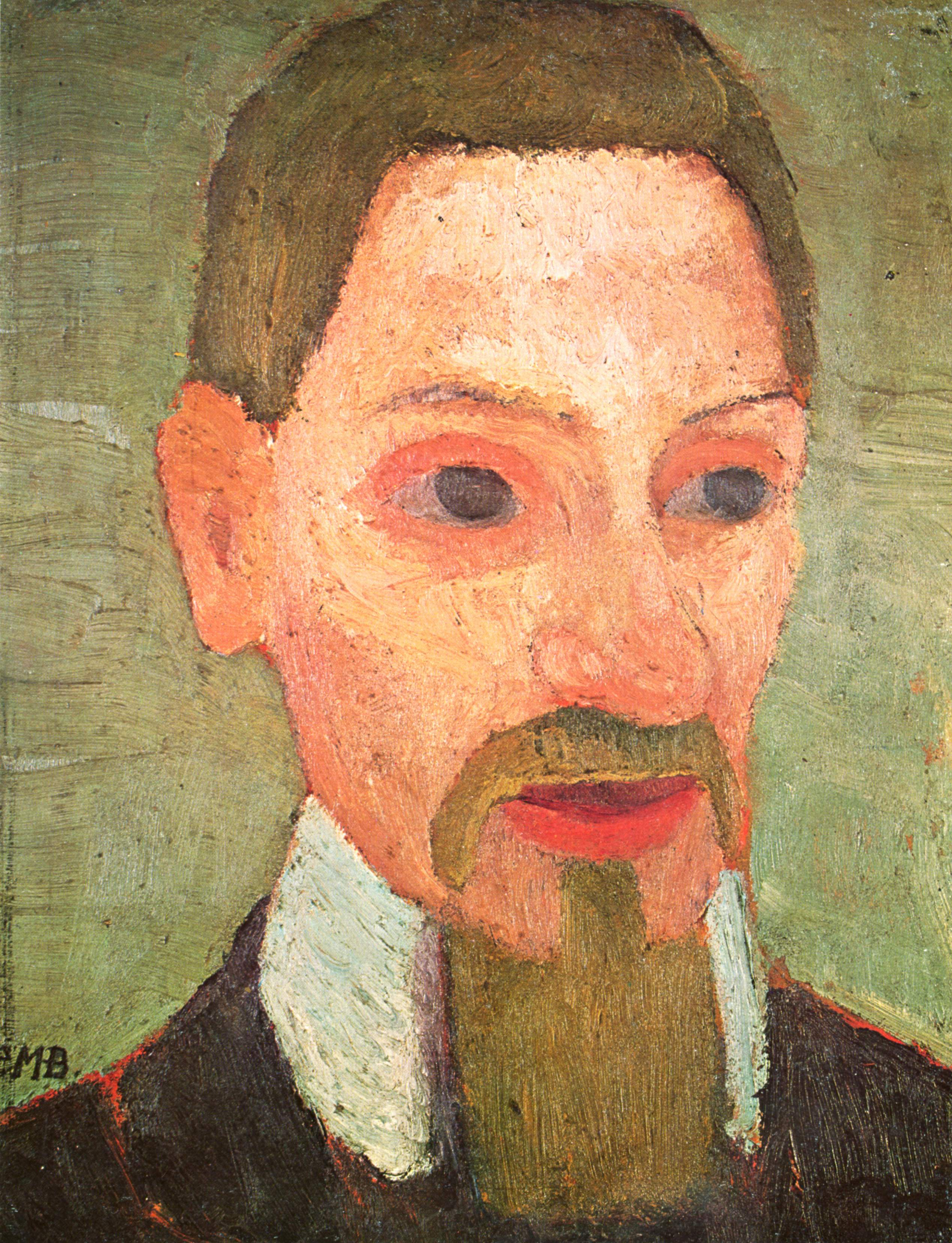
Portrait de Rainer Maria Rilke par Paula Modersohn-Becker, 1906. Musée Paula Modersohn-Becker, Brême.

En 1910, il fait la rencontre décisive de la princesse Marie von Thurn und Taxis, née Hohenlohe-Waldenburg-Schillingsfürst, dans son château de Duino, alors en territoire autrichien, sur les bords de l'Adriatique. Elle l'héberge fréquemment et devient son mécène jusqu'en 1920. C’est à Duino qu’il commence la rédaction de ses désormais célèbres Élégies de Duino, considérées comme l’un de ses plus grands chefs-d’œuvre. L’écriture de ce recueil de dix élégies, empreintes d'une mélancolie lumineuse, passant du sentiment du terrible à l'apaisement le plus radieux, s’étend sur plus de 10 ans. Rilke l’achèvera une fois à Muzot, en février 1922.
Lorsque la Première Guerre mondiale éclate, Rilke se trouve à Munich d’où il lui est impossible de retourner à Paris, alors son lieu de résidence. Les premiers jours du mois d’août 1914, comme bien des écrivains et intellectuels allemands, il exprime un certain enthousiasme dans les Cinq chants, qui présentent une image mythifiante de la guerre. Il rejette toutefois très rapidement cet élan d’enthousiasme pour déplorer cette guerre et s’enfermer dans un silence presque complet en ce qui concerne sa production poétique. En 1916, il est mobilisé dans l'infanterie, mais revient rapidement à la vie civile. De 1914 à 1916, Rilke entretient une liaison tumultueuse avec la peintre Lou Albert-Lasard.
À partir de 1919, il s'installe en Suisse et compose plusieurs recueils de poésies en français. Sitôt arrivé, il y retrouve Baladine Klossowska, qu'il avait connue en 1907 à Paris, avec son époux, Erich Klossowski. Elle vit à présent seule à Berlin, avec ses deux fils, Pierre Klossowski et Balthazar dit Balthus (le futur peintre). Elle a onze ans de moins que lui. Ils deviennent amants. Elle s'installe en Suisse, non loin de chez lui. Rilke se prend d'affection pour les deux enfants et encourage le talent qu'ils affirmeront l'un et l'autre, en effet, à l'âge adulte. C'est par son intervention auprès d'André Gide qu'est publiée la première plaquette de dessins intitulée Mitsou réalisée par Balthus à quatorze ans, illustrant les étapes de la recherche désespérée de son chat qu'il croyait perdu. Rilke préface et suit de près la fabrication de cette courte bande dessinée. La liaison de Rilke avec Baladine dure environ six ans.
En 1921, un industriel et mécène de Winterthour, Werner Reinhart (en), lui achète le château de Muzot (en), à Veyras (Valais), dont il fait sa résidence.
Il revient à l'hôtel restaurant Foyot au 33, rue de Tournon de janvier à août 1925, contacte Claire Goll qu'il avait connue en 1918 et qui avait refusé sa demande en mariage.

Il meurt des suites d'une leucémie le 29 décembre 1926 à la clinique de Val-Mont près de Montreux en Suisse,,. Il est inhumé à Rarogne dans le canton du Valais le 2 janvier 1927.

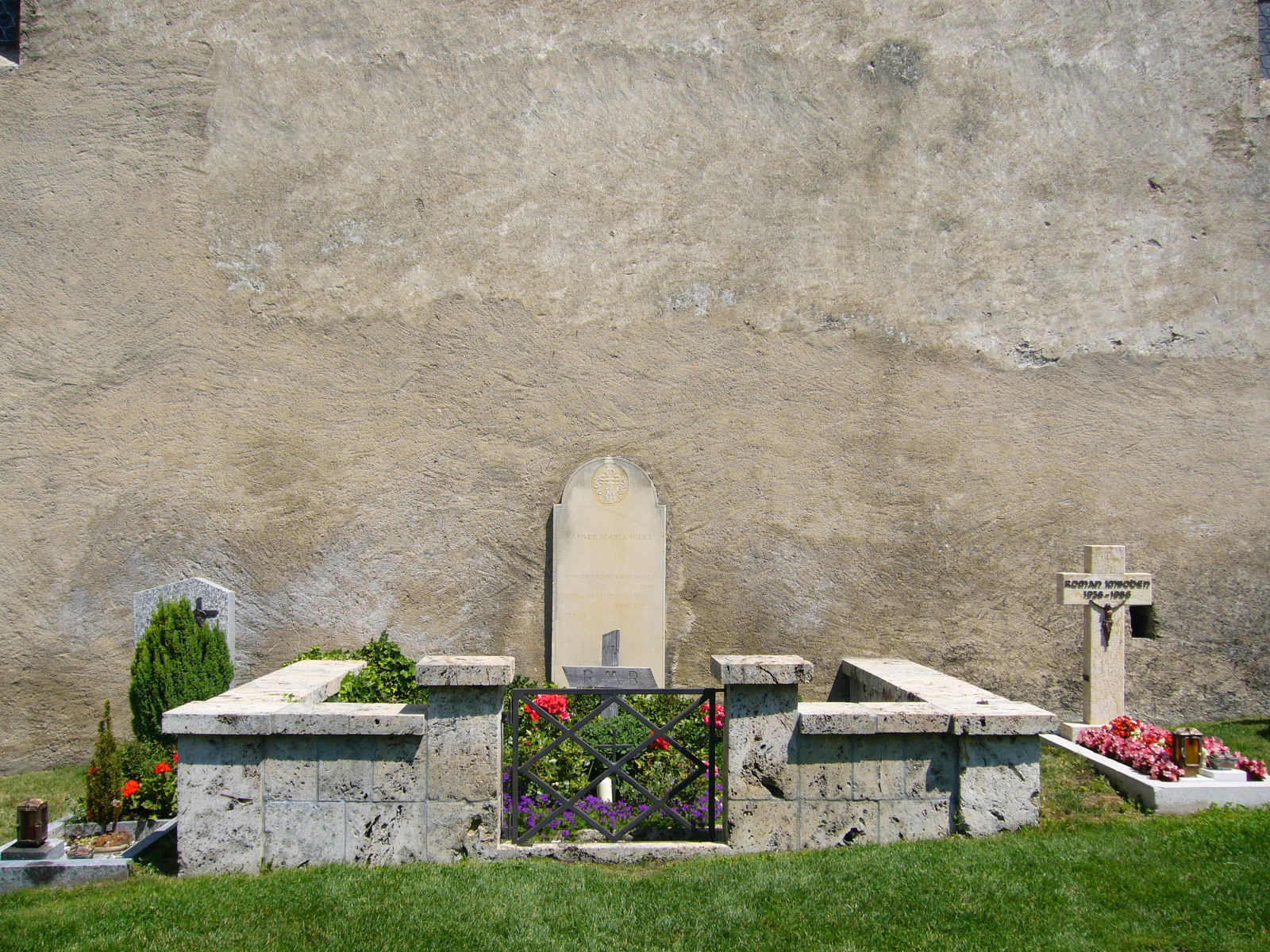
La tombe de Rainer Maria Rilke à Rarogne (Suisse).

## Œuvre

### Poésies en allemand
- Poèmes de jeunesse :
  - Vie et chanson (1894) ;
  - Dans l'attente du chemin de la vie (1896) ;
  - Offrandes aux lares (1895) ;
  - Couronné de rêve (1896) ;
  - Pour le gel matinal (1897) ;
  - Avent (1897) ;
  - Pour te fêter (1897-1898), adressé à Lou Andreas-Salomé ;
  - Pour me fêter (1897-1898), repris dans Poèmes de l'aube (1909) ;
  - Sans présent (1898) ;
  - Vers la vie (1898) ;

- Chant de l'amour et de la mort du cornette Christophe Rilke (1899-1904) ;
- Le Livre d'images (1902-1906) ;
- Le Livre d'heures (1905) : 
  - Le livre de la vie monastique (écrit en 1899) ;
  - Le livre du pèlerinage (écrit en 1901) ;
  - Le livre de la pauvreté et de la mort (écrit en 1903) ;
- Nouveaux poèmes (1907) ;
- Requiem (1909) ;
- La Vie de Marie (1913) ;
- Poèmes à la nuit (écrits entre 1913 et 1916) ;
- Rumeur des âges (1919) ;
- Les Élégies de Duino (1922) ;
- Les Sonnets à Orphée (1922) ;

### Poésies en français

#### Poèmes anthumes
- Vergers (écrits en 1924, publiés en 1926 aux Éditions de la Nouvelle Revue Française[19]).
- Quatrains Valaisans (écrits en 1924).

#### Publications posthumes
- Les Roses (première publication en 1927[19])
- Les Fenêtres, dix poèmes de Rainer Maria Rilke illustrés de dix eaux-fortes par Baladine (1927[19])
- Poèmes français (1944, contient Vergers, Quatrains valaisans, Les Roses, Les Fenêtres, Carnet de poche) ;
- Tendres impôts à la France (écrits en 1924) publié dans : Rainer Maria Rilke (préf. Philippe Jaccottet), Vergers suivi d'autres poèmes français, Gallimard, 1978, 187 p. (ISBN 2-07-032165-7, lire en ligne).

### Drames
- Maintenant et à l'heure de notre mort... (1896).

### Nouvelles
- Au fil de la vie (1898) ;
- Histoires Pragoises (1899) ;
- Histoires du bon Dieu (1900) ;
- Printemps enchanté et autres récits. Traduit et préfacé par Pierre Deshusses. Paris, Rivages, 2022.  (ISBN 978-2-7436-5584-6)

### Roman
- Les Cahiers de Malte Laurids Brigge (1910).

### Essais
- Geldbaum (1901) ;
- Sur Rodin (1903) ;
- Notes sur la mélodie des choses (1955-1966, 2008 pour la trad. française), Paris, Allia, 64 p.
- La Mélodie de l'amour et de la mort du cornette Christoph Rilke (édition bilingue, traduit de l'allemand par Roland Crastes de Paulet), Paris, Allia, 2013, 64 p. (ISBN 979-10-304-0534-7)
- Le Testament (1921), trad. Philippe Jaccottet, éditions du Seuil, 1983 .

### Journaux
- Journal de Westerwede et de Paris, 1902. Traduit de l'allemand, présenté et annoté par Pierre Deshusses, Paris, Rivages 2001.  (ISBN 2743608307)

### Correspondance
- Lettres à un jeune poète (Briefe an einen jungen Dichter, Leipzig, Insel, 1929), première traduction française chez Bernard Grasset, 1937 ; traduction, présentation et notes par Claude Mouchard et Hans Hartje, biblio / Le Livre de Poche, 1991  (ISBN 2253055395) ;  Lettres à un jeune poète (Briefe an einen jungen Dichter) de Rainer Maria Rilke avec en regard les lettres de Franz Xaver Kappus, édité par Erich Unglaub, traduction de Sacha Zilberfarb, Seuil, « Fiction & Cie », 2020,  (ISBN 9782021446876).
- Six lettres à A. A. M. Stols (1943) ;
- Lettres sur Cézanne (Briefe über Cézanne, 1952), Paris, Seuil, 1991,  (ISBN 2020125250) ;
- Lettres à une amie vénitienne [1907-1912, écrites en français], Paris, Gallimard, 1985;
- Lettres à une musicienne. Correspondance avec Benvenuta (échanges épistolaires avec Magda von Hattingberg). Trad. de Pierre Deshusses, éd. Maren Sell / Calmann-Levy, 1998  (ISBN 9782702128855).
- Lettres à une jeune poétesse (échanges épistolaires avec Anita Forrer), posthume, trad. fr. Alexandre Plateau et Jeanne Wagner, Bouquins, coll. « Littérature », 256 p., 2021  (ISBN 978-2221240762) ; rééd. Pocket, 2022  (ISBN 978-2266322706)
- Sa vie est passée dans la vôtre : Lettres sur le deuil, posthume, trad. fr. Micha Venaille, Les Belles Lettres, coll. « Domaine étranger », 140 p., 2022  (ISBN 978-2251453446)

## Éditions françaises

### Œuvres complètes en français
- Œuvres I, Prose, édition établie et présentée par Paul de Man, Paris, éd. du Seuil, 1966 (nombreuses rééditions)
- Œuvres II, Poésie, édition établie et présentée par Paul de Man, Paris, éd. du Seuil, 1972 (nombreuses rééditions)
- Œuvres III, Correspondance, édition établie par Philippe Jaccottet, traduction de Blaise Briod, Philippe Jaccottet et Pierre Klossowski, Paris, éd. du Seuil, 1976 (nombreuses rééditions)
- Œuvres en prose (Récits et essais), édition sous la dir. de Claude David avec la coll. de Rémy Colombat, Bernard Lortholary et Claude Porcell, Paris, Gallimard, Bibliothèque de la Pléiade, 1993 (rééd. 2002)
- Œuvres poétiques et théâtrales, édition sous la dir. de Gerald Stieg (avec la participation de Claude David pour les "Œuvres théâtrales"), traductions de Rémy Colombat, Jean-Claude Crespy, Dominique Iehl, Marc de Launay, etc. Paris, Gallimard, Bibliothèque de la Pléiade, 1997